# James Wilson (personaggio)
James Evan Wilson è un personaggio della serie televisiva Dr. House - Medical Division. È interpretato da Robert Sean Leonard e doppiato nella versione italiana da Roberto Certomà.
Il dottor James Wilson è collega e migliore amico del protagonista dottor Gregory House al Princeton-Plainsboro Teaching Hospital ove è primario di oncologia.

## Caratteristiche
È ebreo e, forse volutamente, le iniziali del suo nome completo formano la parola jew ("ebreo" in inglese).
Il curriculum di studi di Wilson non viene mai chiarito, ma in due episodi indossa una felpa della McGill University. Ha parecchie locandine di film sulle pareti del proprio ufficio tra cui La donna che visse due volte di Alfred Hitchcock (in un curioso mix tra il titolo inglese "Vertigo" e la frase di lancio che è in italiano: "nel capolavoro di Alfred Hitchcock") e L'infernale Quinlan di Orson Welles. 
Nell'episodio Storie di vite diverse racconta di avere due fratelli, uno dei quali non vede da nove anni; lo incontra, con delusione, in Il patto sociale.
È mancino.
Nell'ottava stagione, apprende di avere un timoma al secondo stadio, e che gli rimangono solo 5 mesi di vita.

### Le relazioni
Di Wilson si è detto che è stato sposato tre volte. La sua ultima unione, che da tutti gli indizi nella serie è probabilmente la terza, si è conclusa quando ha scoperto che la moglie stava avendo una relazione extraconiugale. Tuttavia, Wilson stesso non è del tutto innocente in questo ambito. Nell'episodio Vortice, Wilson chiede alla dottoressa Cameron se è mai stata tradita ed ammette che lui l'ha fatto. Successivamente, nello stesso episodio, confessa che un non specificato "qualcuno" (con cui presumibilmente è venuto in contatto durante il suo primo matrimonio) lo ha fatto divertire e che "non vuole far smettere il divertimento".
Una relazione importante è stata quella con Amber, la cui morte l'ha gettato nella disperazione. In Il bene più grande Wilson, dopo un colloquio con la paziente, inizia ad uscire dallo stato di depressione dato dalla perdita della fidanzata (che lo ha portato a vivere nella casa della defunta dottoressa e a non muovere nemmeno un soprammobile). Alla fine dell'episodio lava una tazza ancora sporca del suo rossetto.
Successivamente l'oncologo torna con Sam, sua ex-moglie, che si trasferisce da lui, ma la relazione finisce durante la settima stagione.

## Rapporti con i personaggi

### Con House
Un esempio rappresentativo del complesso rapporto di amicizia fra Wilson e il misantropico House si trova nell'episodio Il minore dei mali nel quale Edward Vogler propone una votazione al consiglio d'amministrazione dell'ospedale per il licenziamento di House. Wilson, membro del consiglio, è l'unico che vota contro. Per tutta risposta, Vogler propone ed ottiene l'allontanamento di Wilson dall'ospedale. Wilson è inoltre uno dei pochi personaggi della serie con il quale House discute di ciò che rimane della sua vita personale, o di ciò che può farlo ridere; inoltre spesso fa da coscienza a House, che è infastidito dalle sue lunghe e noiose prediche; in Sindrome dello specchio si scopre che, nonostante le apparenze, è Wilson ad avere più influenza sull'amico, e non il contrario. Inoltre House è molto geloso dell'amico e cerca di ostacolarne ogni relazione in quanto ha paura di perderlo.
Si può identificare un parallelismo fra il rapporto fra House e Wilson e quello fra Sherlock Holmes e Watson. House si confronta spesso con Wilson per mettere a punto le sue diagnosi, e anche il fatto di avere diversi matrimoni alle spalle accomuna Wilson e Watson. Inoltre, anche House e Wilson, nonostante la loro amicizia, si chiamano fra loro sempre per cognome. Queste analogie fra House/Holmes e Watson/Wilson sono probabilmente volute dalla produzione, come suggeriscono anche altri indizi; per esempio, House abita al numero civico 221, e la celebre residenza di Holmes è al 221/b di Baker Street.
Dopo aver divorziato dalla sua terza moglie, Wilson (che per un po' vivrà a casa di House) si fidanza con Amber Volakis, che in precedenza aveva tentato di entrare nella squadra di House dopo che la prima si era sciolta (composta da Chase, Foreman e Cameron). Tuttavia, al termine della quarta stagione, Amber muore tragicamente in un incidente in cui rimane coinvolto l'autobus su cui viaggiava con House (che aveva in realtà chiamato Wilson perché lo andasse a prendere). House rimane illeso, con qualche ferita superficiale e l'amnesia riguardo all'incidente, ma Amber si danneggia gravemente i reni che non possono così smaltire la amantadina che aveva preso per l'influenza poco prima dell'incidente. In seguito alla sua morte Wilson lascia l'ospedale e la città per andare altrove sostenendo di voler cambiare aria ma, come confesserà ad House alla fine della puntata La morte cambia tutto, vuole solo allontanarsi da lui in quanto House dissemina infelicità. Nella puntata Impronte genetiche Wilson porta House al funerale del padre, rapendolo; House durante questo viaggio capisce che Wilson ha paura di non essere preparato al peggio, come con la morte di Amber, e quindi per non trovarsi nuovamente spiazzato dalla ipotetica morte di House se ne allontana.
Nel corso della stessa puntata si scopre come House e Wilson si sono conosciuti: House pagò la cauzione di Wilson, finito in prigione per aver lanciato una bottiglia contro uno specchio antico nel bar di un edificio dove si teneva un congresso cui partecipò subito dopo essersi laureato: un uomo continuava a mettere al juke box la stessa canzone e dopo avergli chiesto più volte invano di smettere, l'insolenza dell'uomo l'aveva spinto a reagire come descritto. Nello stesso episodio viene suggerito che l'uomo irritante fosse proprio House. Fu accusato di vandalismo, distruzione di proprietà privata ed aggressione (in realtà la rissa si era accesa a partire da quel gesto, ma Wilson ne era completamente estraneo). House, anch'egli presente alla festa, senza ancora conoscerlo si offrì di pagare la cauzione a Wilson in quanto gli sembrava l'unica persona divertente in quella occasione.
Durante il tragitto verso il funerale Wilson viene fermato dalla polizia perché andava troppo veloce (in realtà House ha schiacciato l'acceleratore con il bastone) ma Wilson lo copre: viene arrestato e rilasciato poco dopo.
Alla fine dell'episodio Wilson si rende conto che quel suo strano viaggio insieme ad House è stato il suo unico momento piacevole di vita, seppur bizzarro, dopo la morte di Amber. Decide così di ritornare amico di House, nel bene e nel male.
A partire dall'episodio Tredici porta fortuna riprende il rapporto amichevole e scherzoso tra Wilson e House, ma questa volta Wilson inizia a difendersi dalle sue burlesche manovre (come quando House manomette la sua sedia per farlo cadere e ritrovarsi di fronte ad un'inaspettata colazione, o quando lo fa seguire dall'investigatore privato per il fatto di aver mangiato quella colazione dopo aver detto di aver già mangiato). Wilson mette così in atto dei diversivi e dei contro-scherzi, arrivando persino a fingere una relazione con una prostituta e facendo credere di drogarsi (seminando siringhe nella propria spazzatura), consapevole del fatto che House e Lucas lo stanno spiando.
Nell'episodio Corpo e anima dell'ottava stagione James rivela ad House di essere malato di cancro e in La parola Cancro si fa aiutare dall'amico a somministrarsi una forte dose di chemio per tentare di sconfiggerlo, ma la terapia non funziona. Nell'episodio Resistere House prova a convincerlo a sottoporsi a cicli duraturi di chemioterapia per allungare di un paio di anni la sua vita, altrimenti a Wilson resterebbero solo cinque mesi, ma l'oncologo sa benissimo che la chemioterapia peggiorerebbe la qualità della sua vita e dunque decide di non farla, cosa che fa arrabbiare House, che per egoismo lo vuole tenere vivo il più possibile. Sempre nello stesso episodio House preso dalla rabbia crea vandalismo in ospedale e aggredisce un paziente, intanto Wilson parla con Foreman e quest'ultimo lo convince a provare la chemioterapia e così l'oncologo accetta e va a dare la notizia ad House, però Greg, capendo di aver esagerato, gli dice che non è necessario che lui lo faccia per accontentarlo e gli propone di passare insieme i suoi ultimi cinque mesi di vita. Purtroppo nella scena finale dell'episodio, proprio quando i due amici stavano decidendo il modo in cui passare gli ultimi mesi di vita di Wilson, ad House viene data la notizia che deve passare sei mesi in prigione per il vandalismo da lui fatto prima in ospedale. Nell'episodio finale della serie Tutti muoiono, Wilson e Foreman trovano House intrappolato in un edificio che va a fuoco e lo vedono scomparire tra le fiamme. All'interno dell'edificio trovano un cadavere e dall'esame del calco dei denti scoprono che quello è il cadavere di Greg: al funerale dell'amico Wilson durante l'elogio funebre esprime tutta la sua rabbia per il gesto di House, ma il discorso viene interrotto da un SMS nel cellulare di James che dice Stai zitto idiota. Un House illeso attende Wilson sulle scalinate di casa sua: infatti è riuscito a salvarsi dall'incendio e per non finire in prigione ha fatto credere a tutti di essere morto sostituendo l'impronta dei suoi denti con quella del cadavere trovato nell'edificio, così i due amici potranno passare insieme i restanti mesi di vita di Wilson. Nella scena finale si vedono i due medici in viaggio con le loro moto.

### Con la Cuddy
Verso la fine della seconda stagione, nell'episodio La forza è dentro di noi la Cuddy ha chiesto al dottor Wilson un appuntamento. Credendo che Cuddy potesse essere interessata a lui per un consulto oncologico, Wilson, essendo impaurito a chiederglielo, rubò il suo cucchiaio per esaminare la sua saliva cercando degli indicatori del cancro, ma il risultato fu negativo. Il risultato inoltre ha rivelato che i suoi livelli ormonali erano estremamente alti e questo incuriosì House. Una volta interrogata da House, Cuddy ammise che desiderava un bambino e stava decidendo se chiedere a Wilson "una donazione". Così House acconsentì a mantenere il suo segreto e l'aiutò con le iniezioni per la fertilità, così come l'aiutò anche nella scelta dei suoi donatori potenziali di sperma; alla fine della terza stagione ha avuto alcuni appuntamenti con l'oncologo, che però non hanno portato a nulla; comunque, Wilson la incoraggia spesso in momenti di difficoltà, come quando voleva adottare un bambino.